# Megapariopsis opaca
Megapariopsis opaca là một loài ruồi trong họ Tachinidae.